# Guam Football Association
Die Guam Football Association (GFA) ist der Verband guamischer Fußballvereine. Er wurde 1975 gegründet. 1992 trat der Verband der Asian Football Confederation bei und ist seit 1996 Mitglied der FIFA.
Guam ist kulturell stark von den USA beeinflusst und daher nicht ein Land des Fußballs. Der Fußball in Guam wird immer noch als Amateursport betrieben. Erst 2009 gelang der Herren-Fußballnationalmannschaft der erste Sieg seit dem Beitritt zur FIFA. Mit 1:0 wurde die Mongolei bezwungen. 2005 verlor die Mannschaft mit 0:21 gegen Nordkorea. Es war zugleich die höchste Niederlage eines nationalen Verbandes der AFC. Für die Endrunde eines großen internationalen Turnieres konnte sich der Verband im Seniorenbereich bisher nicht qualifizieren. 
Der ehemalige Präsident Richard Lai wurde 2017 von der FIFA wegen Bestechung und Korruption lebenslang gesperrt.

## Wettbewerbe

### Nationale Wettbewerbe
Folgende nationalen Wettbewerbe werden unter dem Dach der GFA ausgetragen:
- Nationale Fußballliga für Herren und Frauen
- Nationale Futsalliga für Herren und Frauen

#### Guamische Fußballmeisterschaft
Hauptartikel: Guam League
Die Guamische Fußballmeisterschaft ist sowohl im Männer- als auch im Frauenfußball der wichtigste nationale Titel. Die Fußballmeisterschaft der Männer wird seit 1990 ausgespielt. Erster Titelträger war die University of Guam, Rekordmeister ist Guam Shipyard. Bei den Frauen wird die Meisterschaft auf drei verschiedene Arten ausgespielt. Im Frühjahr wird eine Meisterschaft mit 7 Feldspielerinnen pro Mannschaft auf einem kleinen Spielfeld ausgetragen. Während des Sommers wird wie gewohnt auf großen Spielfeldern mit 11 Spielerinnen gespielt. Daran schließt sich eine Hallenmeisterschaft an. Insgesamt gibt es sieben Frauenmannschaften in der Liga.

#### Guamische Futsalmeisterschaft
Seit 2005 trägt der Verband eine nationale Futsalmeisterschaft für Herren und Frauen aus. Amtierender Meister der Herren sind die Strykers.